# Double Life
Double Life är en TV-reklamfilm av Sony Europe från 1999. Reklamfilmen visar 19 olika Playstationspel, och var den mest sedda i världen 1999-2000 och har senare gått till att få kultstatus.

### Fotnoter
1. ↑  Archie Bland (27 november 2013). ”Ahead of the game: Sony's PlayStation convinced us that video games are more than just child's play” (på engelska). Independent. http://www.independent.co.uk/life-style/gadgets-and-tech/features/ahead-of-the-game-sonys-playstation-convinced-us-that-video-games-are-more-than-just-childs-play-8968089.html. Läst 15 juni 2014.